# Santa Maria de l'Ametlla
Santa Maria de l'Ametlla és una església amb elements neoclàssics de l'Ametlla del Montsec al municipi de Camarasa (Noguera) inclosa a l'Inventari del Patrimoni Arquitectònic de Catalunya.

## Descripció
Església de planta rectangular amb una nau principal i capelles laterals amb cor sobre la porta d'entrada, il·luminat per una rosassa. La coberta, de dues vessants, forma un frontó amb un ràfec de rajol i teules. De les capelles laterals sobresurt la sagristia i estan cobertes també amb teula àrab. A la cantonada de la façana principal hi ha un campanar amb una antiga porta dovellada, tapiada. És de planta quadrada que es converteix en vuitavat amb quatre finestres d'arc de mig punt i està cobert amb una cúpula de maçoneria. Està tot realitzat en pedra reblada.

## Història
El lloc de l'Ametlla fou adquirit pel monestir d'Àger el 1333, per l'abat Hug a Ramon Cortit.
Fins a l'any 1806, Santa Maria de l'Ametlla apareix entre les possessions de l'abadia.